# Tadeusz Makarczyński

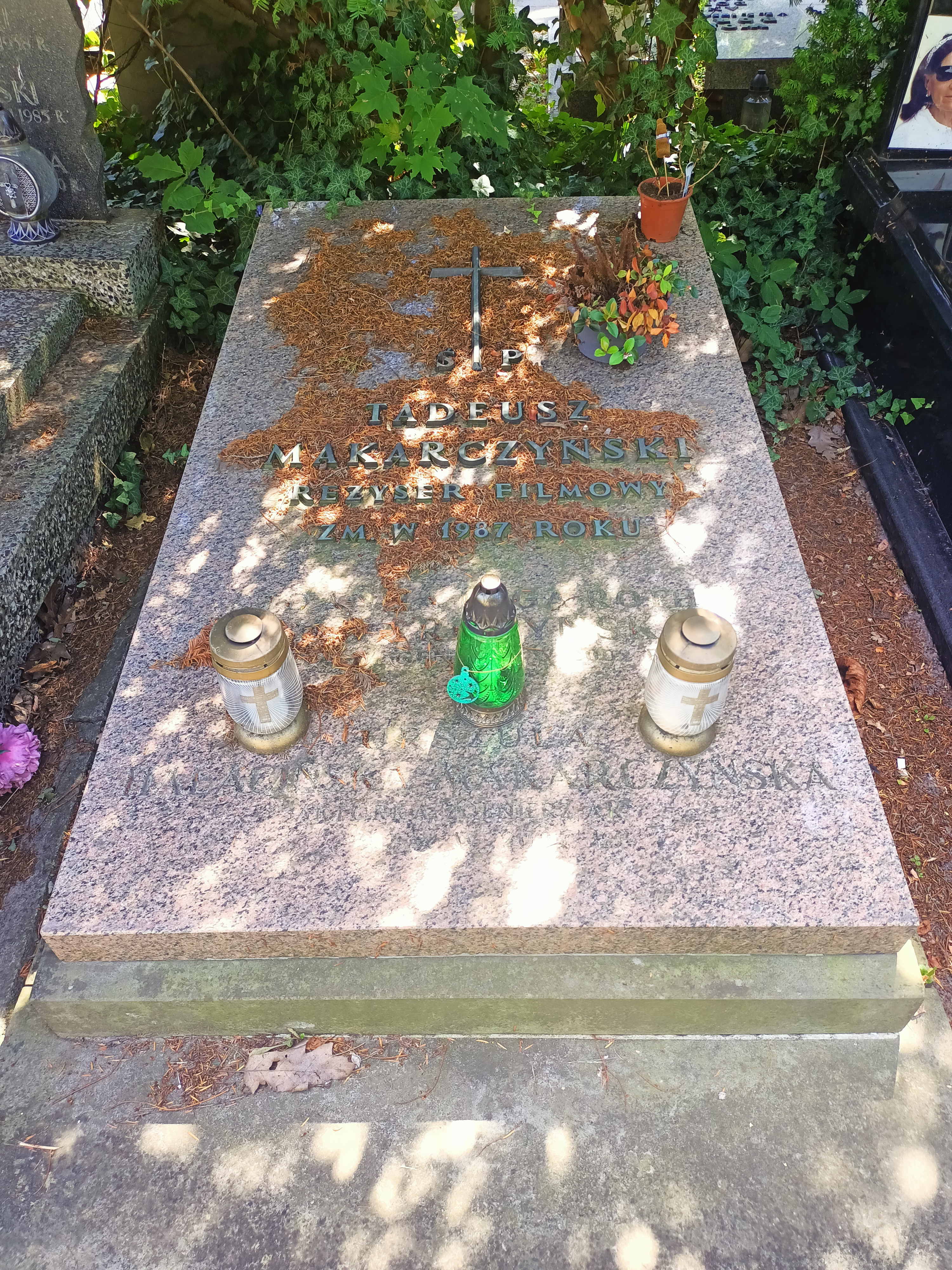
Grób Tadeusza Makarczyńskiego na Cmentarzu Wojskowym na Powązkach

Tadeusz Makarczyński (ur. 12 września 1918 w Strzemieszycach Wielkich, zm. 29 lipca 1987 w Warszawie) – polski scenarzysta i reżyser filmów dokumentalnych.

## Życiorys
Po wojnie związał się z Warsztatem Filmowym Młodych w Krakowie, obejmując kierownictwo pracowni realizatorskiej. Wykładowca w PWSFTViT w Łodzi oraz szkoły filmowej w Zurychu. Zrealizował film fabularny „Warszawska Syrena” (1956). W latach 1963–1968 kierował sekcją filmową Międzynarodowej Organizacji Zdrowia (WHO) w Genewie, współpracował przy realizacji filmów dla ONZ. 
Członek Stowarzyszenia Filmowców Polskich.
Żonaty z Urszulą Hałacińską-Makarczyńską, z którą miał córkę Joannę.
Pochowany na cmentarzu Wojskowym na Powązkach w Warszawie (kwatera K-5-12).

## Filmografia
- Łopuszna, ziemia nieznana (1945, popularno-naukowy, dokument stworzony w krakowskim Warsztacie Młodych, czas: 19')[4]
- Ręce dziecka (1946)
- Suita warszawska (1946, nagroda w Cannes)
- Recital chopinowski w Dusznikach (1947)[5]
- Mazurki Chopina (1949)[6][7]
- Mazowsze – kolorowy koncert na ekranie (1951, pierwszy polski film barwny, nagroda w Rio de Janeiro)
- Życie jest piękne (1957, nagroda Syrenki Warszawskiej, wyróżnienie w Cork, Edynburgu i Vancouver, nagroda w Oberhausen, dyplom w San Francisco)[8]
- Kalendarz warszawski (1974)
- Mosty (1975)[9]
- Sceny z Powstania Warszawskiego (1983)[10]
- Warszawa Aleksandra Gierymskiego (1984, Nagroda Findling / Findlingspreis IVFK)

Makarczyński łączył materiały dokumentalne z subiektywno-poetycką ich interpretacją.

## Ordery i odznaczenia
- Krzyż Kawalerski Orderu Odrodzenia Polski (1975)[11]
- Odznaka honorowa „Za Zasługi dla Warszawy” (1979)

## Nagrody
- 1976: Nagroda im. Włodzimierza Pietrzaka
- 1976: Nagroda Miasta Stołecznego Warszawy
- 1979: Nagroda Prezesa Rady Ministrów I stopnia
- 1987: Nagroda Przewodniczącego Komitetu ds. Radia i Telewizji za cykl filmów dokumentalnych „Warszawa”

Źródło: FilmPolski.pl